# Lijst van burgemeesters van Gorssel
Dit is een lijst van burgemeesters van de voormalige Nederlandse gemeente Gorssel tot die gemeente op 1 januari 2005 is fuseerde met de gemeente Lochem.
| Ambtsperiode | Naam burgemeester                                                | Partij of stroming | Bijzonderheden                                                            |
| ------------ | ---------------------------------------------------------------- | ------------------ | ------------------------------------------------------------------------- |
| 1811? - 1830 | Johan Jacob de Vuller                                            |                    |                                                                           |
| 1830 - 1860  | Johan Anthon de Vuller                                           |                    |                                                                           |
| 1860 - 1872  | mr. Jacob Adriaan van Hasselt                                    |                    |                                                                           |
| 1872 - 1887  | mr. Allard Philip Reinier Carel baron van der Borch van Verwolde | ARP                |                                                                           |
| 1887 - 1911  | Otto baron van Wassenaer                                         |                    | zwager van zijn voorganger                                                |
| 1911 - 1928  | mr. Willem Henrik Emile baron van der Borch van Verwolde         |                    | zoon van mr. Allard Philip Reinier Carel baron van der Borch van Verwolde |
| 1928 - 1940  | Ludolph Reinier Wentholt (1872-1952)                             |                    |                                                                           |
| 1940 - 1944  | mr. Jujius Otto Thate                                            |                    |                                                                           |
| 1944 - 1945  | H. Wolzak                                                        |                    |                                                                           |
| 1945         | L. Molenaar                                                      |                    |                                                                           |
| 1945 - 1973  | mr. Julius Otto Thate                                            |                    |                                                                           |
| 1974 - 1996  | mr. Jim (W.J.P.) van Notten                                      | VVD                |                                                                           |
| 1996 - 2005  | Nico (N.) Meerburg                                               | VVD                |                                                                           |